# Lijst van voetbalinterlands Brazilië - Denemarken (vrouwen)
Deze lijst van voetbalinterlands is een overzicht van alle officiële voetbalinterlands tussen de nationale vrouwenteams van Brazilië en Denemarken. De landen hebben tot nu toe zes keer tegen elkaar gespeeld.

## Wedstrijden
| № | Plaats    | Datum             | Competitie                                     | Wedstrijd             | Uitslag |
| - | --------- | ----------------- | ---------------------------------------------- | --------------------- | ------- |
| 1 | Hangzhou  | 20 september 2007 | WK 2007                                        | Brazilië − Denemarken | 1 − 0   |
| 2 | São Paulo | 14 december 2011  | International Women's Football Tournament 2011 | Brazilië − Denemarken | 0 − 1   |
| 3 | São Paulo | 18 december 2011  | International Women's Football Tournament 2011 | Brazilië − Denemarken | 2 − 1   |
| 4 | São Paulo | 16 december 2012  | International Women's Football Tournament 2012 | Brazilië − Denemarken | 2 − 1   |
| 5 | São Paulo | 19 december 2012  | International Women's Football Tournament 2012 | Brazilië − Denemarken | 2 − 2   |
| 6 | Viborg    | 24 juni 2022      | Vriendschappelijk                              | Denemarken − Brazilië | 2 − 1   |

## Samenvatting
| Competitie                                | Totaal gespeeld | Winst Brazilië | Gelijk | Winst Denemarken | Doelsaldo Brazilië – Denemarken |
| ----------------------------------------- | --------------- | -------------- | ------ | ---------------- | ------------------------------- |
| WK-eindronde                              | 1               | 1              | 0      | 0                | 1 − 0                           |
| International Women's Football Tournament | 4               | 2              | 1      | 1                | 6 − 5                           |
| Vriendschappelijk                         | 1               | 0              | 0      | 1                | 1 − 2                           |
| Totaal                                    | 6               | 3              | 1      | 2                | 8 − 7                           |